# 婦中西バイパス
婦中西バイパス（ふちゅうにしバイパス）は、富山県富山市西部の旧・婦中町域にある国道359号のバイパスである。
同バイパス完成により、富山市 - 砺波市間のアクセスが容易となった

## 概要

### 道路諸元
- 起点 : 富山県富山市婦中町長沢[1]
- 終点 : 富山県富山市婦中町吉住[1]
- 延長 : 3.99km[2]
- 車線数 : 3車線[1]
- 着工：1992年度[1]
- 竣工：2000年9月8日（なお、開通時点では一部暫定2車線であった）[2]

## 主な接続道路
- 富山県道31号小杉婦中線
- 国道472号（長沢（西）交差点で八尾方面、婦中町外輪野地内で小杉方面へ向かう）
- 富山県道59号富山庄川線（外輪野交差点以東が重複区間）